# STS–75
Az STS–75 jelű küldetés az amerikai űrrepülőgép-program 75., a Columbia űrrepülőgép 19. repülése.

## Jellemzői
A beépített kanadai Canadarm (RMS) manipulátor kart 50 méter kinyúlást biztosított (műholdak indítás/elfogása, külső munkák [kutatás, szerelések], hővédőpajzs külső ellenőrzése) a műszaki szolgálat teljesítéséhez.

### Első nap
1996. február 22-én a szilárd hajtóanyagú gyorsítórakéták, Solid Rocket Booster(SRB) segítségével Floridából, a Cape Canaveral (KSC) Kennedy Űrközpontból, a LC39–B (LC–Launch Complex) jelű indítóállványról emelkedett a magasba. Az orbitális pályája 90,5 perces, 28,45 fokos hajlásszögű, elliptikus pálya perigeuma 277 kilométer, az apogeuma 320 kilométer volt. Felszálló tömeg indításkor 118 610 kilogramm, leszálló tömeg 103 138 kilogramm. Szállított hasznos teher 10 592 kilogramm

## Hasznos teher
1. A Spacelab mikrogravitációs laboratóriumban (USMP–3) a legénység 12 órás váltásokban kísérleteket, kutatásokat, anyag előállításokat végzett, illetve az automatikus folyamatokat ellenőrizte.
2. Advanced Automated Directional Solidification Furnace (AADSF) – egy modern, automatikusan irányított szilárdító kemence. Ólom - ón - tellurid (PbSnTe) kristály növekedési kísérlet.
3. Critical Fluid Light Scattering Experiment (ZENO) – xenon halmazállapot kísérlet (gáz állapotból folyadék, folyadék állapotból gáz)
4. Isothermal Dendritic Growth Experiment (IDGE) – ipari fémek kristályosodási kísérlete.
5. Materials for the Study of Interesting Phenomena of Solidification on Earth and in Orbit (MEPHISTO) – a NASA, a Francia Űrügynökség (CNES) és a Francia Atomenergia Bizottság közös programja fémek, ötvözetek és elektronikus anyagok gyártására. A program harmadik alkalommal szerepelt a Spacelab laboratóriumban.
6. Space Acceleration Measurement Systems (SAMS) – a Space Shuttle gyorsulásának tesztelése különböző erőhatásokra (főhajtómű, segédhajtómű, fúvókák), felszálláskor, leszálláskor és műveleti pozíciókban.
7. Orbital Acceleration Research Experiment (OARE) – alacsony gravitációs környezetben milyen erők hatnak a kutatási folyamatokra, hogyan lehet ezen erőket semlegesíteni.
8. Az első alkalommal fordult elő, hogy az operációs rendszer Linux volt. A következő Linux tesztelést az STS–83 fedélzetén végezték.
9. Middeck Glovebox Facility – veszélyes anyagok égetése ! Egy zárt térbe helyezik a veszélyes anyagot, majd elégetik.
10. Forced-Flow Flamespreading Test (FFFT) – égési kísérletek (légmozgás hatása, levegő összetételének hatása, láng terjedése).
11. Radiative Ignition and Transition to Spread Investigation (RITSI) – elektromos tüzek (zárlat) és a beépített anyagok kapcsolatának tűzbiztonsági szerepe.
12. Comparative Soot Diagnostics (CSD) – a láng, az égés, a korom, a mérgező gázok jellemzőinek vizsgálata. Kísérleti anyagok voltak: gyertyák, papírok, szilikon gumi, teflonnal és kaptonnal bevont vezetékek.
13. Commercial Protein Crystal Growth (CPCG-09) – kereskedelmi megrendelésre protein növesztés (gyógyszeralapanyag gyártás).

### Műhold
A tehertérben rögzített tudományos műholdakat (platformot) a Canadarm (RMS) manipulátor kar segítségével, az űrrepülőgéptől egy pórázon 20 kilométeres távolságot biztosító pályairányba állították. Eredeti terv volt, hogy a platformot visszanyerik, eredményeit a Földön kiértékelik. Technikai okok miatt a póráz elszakadt, a platform önállóan végezte feladatát, nem sikerült visszanyerni.

#### TSS–1R
Gyártotta az Alenia Spazio Italiana (olasz (ASI). Üzemeltette az Agenzia Italiana Spatiale (AIS), Róma. A NASA együttműködése alapján tervezett, újrafelhasználható tudományos műhold, platform (laboratórium). Mikrogravitációs kutatást, ionoszféra kísérletet, a Föld mágneses erővonalainak térképezését végezte. A platform felépítése: egy vékony, szuper erős kábel (tartó és energia biztosító); zárt laboratórium; tudományos műszerek; üzemeltető elektronika, információ áramlást biztosító eszközök. Első alkalommal a TSS–1 az STS–46 fedélzetén repült, de technikai okok miatt nem tudták végrehajtani az előírt programot. A kábelszakadásig elvégzett feladatok eredménye rögzítésre került, kábelszakadás után csak a földi megfigyelést segítette.
Megnevezései: Tethered Satellite System/Reflight (TSS–1R); TSS–1R (1996-012B). Kódszáma: SSC 23805.
1996. február 25-én az legénység egy pórázon (energiaellátás, adatrögzítés, távolságtartás, visszanyerés) 20,7 kilométer távolságba kívánta pályairányba állítani. Gázfúvókák segítették a lassú távolodást, illetve a platform forgását. A kábel 19 kilométer távolság után váratlanul elszakadt. Az orbitális pályája 91,88 perces, 28,49 fokos hajlásszögű, elliptikus pálya perigeuma 317 kilométer, az apogeuma 416 kilométer volt. Súlya 521,5 kilogramm
Március 19-én, 22 napos (0,07 év) programját befejezve belépett a légkörbe és megsemmisült.

#### Tizenötödik nap
1996. március 9-én a Kennedy Űrközpontban (KSC), kiinduló bázisán szállt le. Összesen 15 napot, 17 órát, 40 percet és 22 másodpercet töltött a világűrben. 10 500 000 kilométert (6 500 000 mérföldet) repült, 252 alkalommal kerülte meg a Földet.

## Személyzet
(zárójelben a repülések száma az STS–75 küldetéssel együtt)
- Andrew Allen (3), parancsnok
- Scott Jay Horowitz (1), pilóta
- Jeffrey Alan Hoffman (5), küldetésfelelős
- Maurizio Cheli (1), küldetésfelelős – Olasz Űrügynökség (ASI)
- Claude Nicollier (3), küldetésfelelős – Svájci Űrügynökség (SSO)
- Franklin Chang Diaz (5), küldetésfelelős
- Umberto Guidoni (1), küldetésfelelős – (ASI)

### Visszatérő személyzet
- Andrew Allen (3), parancsnok
- Scott Jay Horowitz (1), pilóta
- Jeffrey Alan Hoffman (5), küldetésfelelős
- Maurizio Cheli (1), küldetésfelelős
- Claude Nicollier (3), küldetésfelelős
- Franklin Chang Diaz (5), küldetésfelelős
- Umberto Guidoni (1), küldetésfelelős